# Isla Victoria (Argentina)
La isla Victoria es una isla ubicada en el lago Nahuel Huapi en el departamento Los Lagos de la provincia del Neuquén, en la Patagonia argentina. Posee una superficie de 31 km², los que se encuentran desde 1934 protegidos por el parque nacional Nahuel Huapi.
La isla Victoria está dividida en tres áreas, dos intangibles y una, central, que puede ser visitada por los turistas.
En un pasado remoto fue habitada por las comunidades indígenas, que dejaron marcas de su presencia con pinturas rupestres en las cuevas que se encuentran en la isla.

## Geografía
La isla fue modelada por la última glaciación, que dejó múltiples rastros en la región, a comenzar por el propio Nahuel Huapi, residuo de hielos que llegaron a tener un kilómetro de espesor. Al fundirse los hielos hace miles de años, el lago era más vasto y la isla era una dorsal sumergida que, al romperse alguna morrena y vaciarse el gran lago primigenio, afloró.
La cima más alta de esta cresta rocosa es el cerro Quemado, de 1.030 m s. n. m. y a unos 260 sobre el lago. El ancho de Isla Victoria varía de 1 a 4 km, pero en el istmo central se reduce a 200 metros. Tanto en la Isla Norte como en la Isla Sur, los cordones de cerritos crean valles interiores, lagunas y mallines. Los arroyos isleños son todos temporarios y pueden estar secos a fines del verano.
Las costas alternan playas de arena volcánica, orillas rocosas y acantilados. Además de los magníficos puertos naturales de las bahías Anchorena y Totoras, hay otra media docena de puertos naturales.

## Clima
Los vientos son predominantes del sector oeste-noroeste, con intensas precipitaciones de lluvia y nieve principalmente entre los meses de junio a agosto.
El verano es seco y poco lluvioso, de días cálidos y noches frescas. Un ocasional frente frío puede introducir la nevada estival en las alturas. El lago suele estar calmo y en su nivel más bajo. Las lluvias de abril y de mayo vuelven a hacer crecer las aguas del lago.
Con el invierno las cumbres se cubren de nieve y a veces también la isla, aunque nunca por muchos días. Las aguas del lago alcanzan su máxima altura. Durante la primavera se produce el deshielo, que inundan los cursos de agua alimentando varias cascadas.
| Parámetros climáticos promedio de Isla Victoria, Argentina | Parámetros climáticos promedio de Isla Victoria, Argentina | Parámetros climáticos promedio de Isla Victoria, Argentina | Parámetros climáticos promedio de Isla Victoria, Argentina | Parámetros climáticos promedio de Isla Victoria, Argentina | Parámetros climáticos promedio de Isla Victoria, Argentina | Parámetros climáticos promedio de Isla Victoria, Argentina | Parámetros climáticos promedio de Isla Victoria, Argentina | Parámetros climáticos promedio de Isla Victoria, Argentina | Parámetros climáticos promedio de Isla Victoria, Argentina | Parámetros climáticos promedio de Isla Victoria, Argentina | Parámetros climáticos promedio de Isla Victoria, Argentina | Parámetros climáticos promedio de Isla Victoria, Argentina | Parámetros climáticos promedio de Isla Victoria, Argentina |
| Mes                                                        | Ene.                                                       | Feb.                                                       | Mar.                                                       | Abr.                                                       | May.                                                       | Jun.                                                       | Jul.                                                       | Ago.                                                       | Sep.                                                       | Oct.                                                       | Nov.                                                       | Dic.                                                       | Anual                                                      |
| ---------------------------------------------------------- | ---------------------------------------------------------- | ---------------------------------------------------------- | ---------------------------------------------------------- | ---------------------------------------------------------- | ---------------------------------------------------------- | ---------------------------------------------------------- | ---------------------------------------------------------- | ---------------------------------------------------------- | ---------------------------------------------------------- | ---------------------------------------------------------- | ---------------------------------------------------------- | ---------------------------------------------------------- | ---------------------------------------------------------- |
| Temp. máx. abs. (°C)                                       | 32.6                                                       | 34.0                                                       | 29.0                                                       | 21.5                                                       | 17.0                                                       | 14.9                                                       | 13.1                                                       | 17.2                                                       | 19.9                                                       | 24.8                                                       | 27.4                                                       | 33.9                                                       | 34.0                                                       |
| Temp. máx. media (°C)                                      | 21.6                                                       | 20.3                                                       | 18.0                                                       | 14.0                                                       | 9.0                                                        | 7.5                                                        | 6.1                                                        | 7.1                                                        | 10.1                                                       | 13.9                                                       | 16.4                                                       | 19.1                                                       | 13.6                                                       |
| Temp. media (°C)                                           | 14.9                                                       | 14.1                                                       | 12.0                                                       | 9.3                                                        | 6.2                                                        | 4.4                                                        | 3.1                                                        | 3.5                                                        | 5.4                                                        | 8.0                                                        | 10.3                                                       | 13.0                                                       | 8.7                                                        |
| Temp. mín. media (°C)                                      | 8.2                                                        | 7.6                                                        | 6.2                                                        | 4.2                                                        | 2.5                                                        | 0.7                                                        | -0.7                                                       | -0.7                                                       | 0.8                                                        | 2.4                                                        | 4.1                                                        | 6.1                                                        | 3.5                                                        |
| Temp. mín. abs. (°C)                                       | 1.0                                                        | 0.8                                                        | -0.8                                                       | -4.5                                                       | -5.0                                                       | -6.6                                                       | -7.7                                                       | -7.0                                                       | -4.5                                                       | -4.0                                                       | -1.9                                                       | 1.0                                                        | -7.7                                                       |
| Precipitación total (mm)                                   | 34.4                                                       | 47.8                                                       | 82.6                                                       | 94.0                                                       | 266.0                                                      | 164.3                                                      | 247.8                                                      | 235.4                                                      | 149.8                                                      | 93.9                                                       | 74.8                                                       | 53.7                                                       | 1544.5                                                     |
| Humedad relativa (%)                                       | 64                                                         | 65                                                         | 69                                                         | 75                                                         | 82                                                         | 84                                                         | 84                                                         | 80                                                         | 76                                                         | 71                                                         | 68                                                         | 64                                                         | 74                                                         |
| Fuente: Secretaría de Minería                              |                                                            |                                                            |                                                            |                                                            |                                                            |                                                            |                                                            |                                                            |                                                            |                                                            |                                                            |                                                            |                                                            |

## Flora y fauna

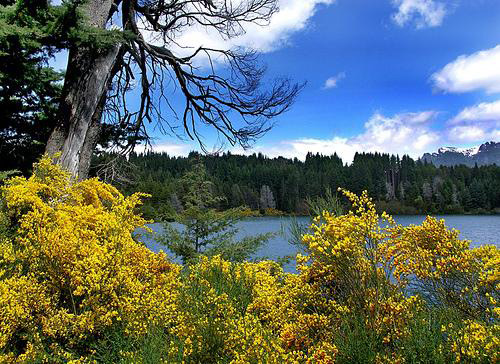
Retamas florecidas en primavera invaden las costas y los prados de amarillo. Son un claro exponente de la expansión de especies exóticas introducidas en la isla.

Fuera de las forestaciones, la Isla Victoria está cubierta casi enteramente por bosques de coihues y cipreses cordilleranos, puros o asociados. En grupos aislados se observan maitenes, radales, ñires, lauras, arrayanes y pataguas. También hay cañaverales de caña coligüé. Las araucarias, si bien son autóctonas de la provincia del Neuquén, se cree que fueron introducidas en la isla por el hombre. Amancay, michay, quintral y notro son algunas de las flores de la tierra. El liquen "barba de viejo" que cuelga de los árboles es un indicador de la pureza del aire.
Las forestaciones de exóticas de la zona central incluyen variedad de pinos, abetos, la pseudotsuga o pino Oregon, sequoias, macrocarpas, robles, arces y eucaliptus, así como variedad de frutales. Las floraciones exóticas incluyen la retama, margarita y lupinos (en primavera) y las digitalis (a principio del verano). Las zarzas y la rosa mosqueta también son comunes, en particular cerca de las picadas.
La fauna isleña autóctona, fuera de las aves, es casi invisible: tanto el pudú o ciervo enano como el coipo y el huillín, dos roedores, y el monito de monte (un marsupial) son muy difíciles de observar. Por el contrario, los jotes, pájaros carpinteros, colibríes y cauquenes son frecuentes, al igual que la cosmopolita gaviota cocinera. En dos acantilados inaccesibles hay apostaderos de cormoranes.
Los ciervos colorados y dama son abundantes y se los avista con frecuencia. También hay jabalíes, más aparentes por sus rastros que por dejarse ver.
En las aguas destacan las autóctonas percas (visibles en cardumen en Anchorena) y las exóticas truchas. Existen dos crustáceos, un langostino y una pequeña langosta, y mejillones. En el lago y las lagunas interiores hay unos pececillos llamados puyenes.

## Reserva Natural

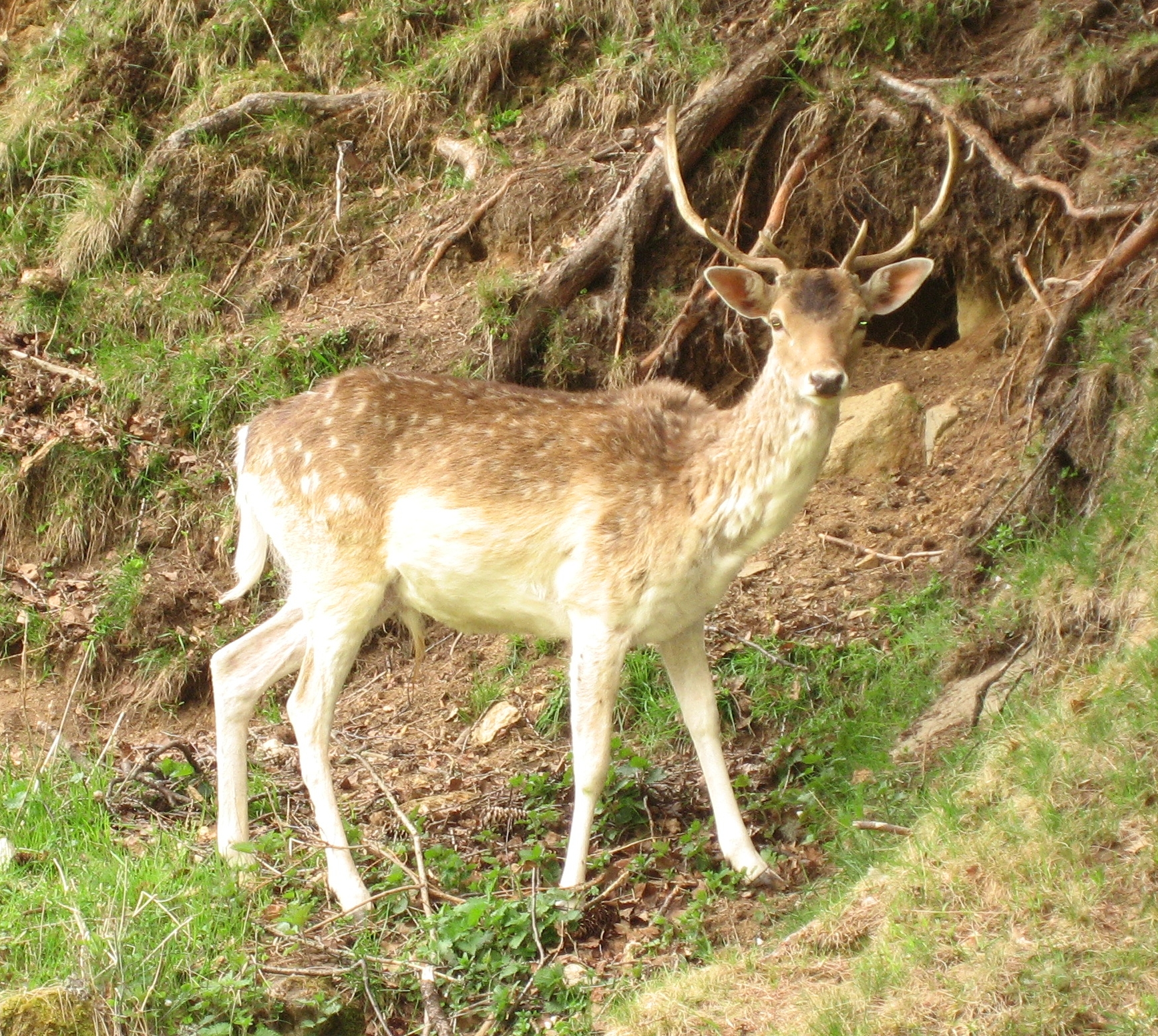
Un ejemplar de ciervo dama. Introducidos en la isla por el millonario Aarón Anchorena, quien con la intención de aumentar las posibilidades de caza liberó fauna de origen europeo y asiático, convirtiendo a éstos en habitantes comunes de la isla y en competidores por el terreno y alimento de los nativos Huemul y Pudú. Hoy en día se intenta mantener estable la población de estas especies introducidas.

Fuera de la zona central, en torno al istmo que separa a Bahía Anchorena de Puerto Gross, la isla es una Reserva Natural Silvestre donde el turismo de bajo impacto ambiental es permitido, con restricciones: solo en pequeños grupos guiados y por las picadas isleñas.
La Isla Victoria está zonificada en tres áreas:
- La Zona Central (el istmo y sus adyacencias):

donde es permitido el turismo intensivo, con ciertas restricciones (fumar, acampar, deportes motorizados). Fuera de Puerto Anchorena, Piedras Blancas es el único puerto donde se permite acampar y hacer fuego.
- La Reserva Natural Silvestre (al sur y al norte hasta Puerto Radal):

donde solo se permite el ingreso de pequeños grupos guiados y por senderos habilitados.
- La Reserva Natural Estricta (en el extremo norte):

donde el ingreso solo es permitido con fines científicos y autorización expresa de la Intendencia del parque nacional. Se busca proteger al arrayán que asoma frente a Quetrihué. Es una de las seis reservas estrictas del parque nacional Nahuel Huapi.
Estas restricciones tienen por objeto preservar el patrimonio natural, evitar el riesgo de incendios y controlar la caza furtiva, que puede constituir un peligro para los senderistas.

## Historia

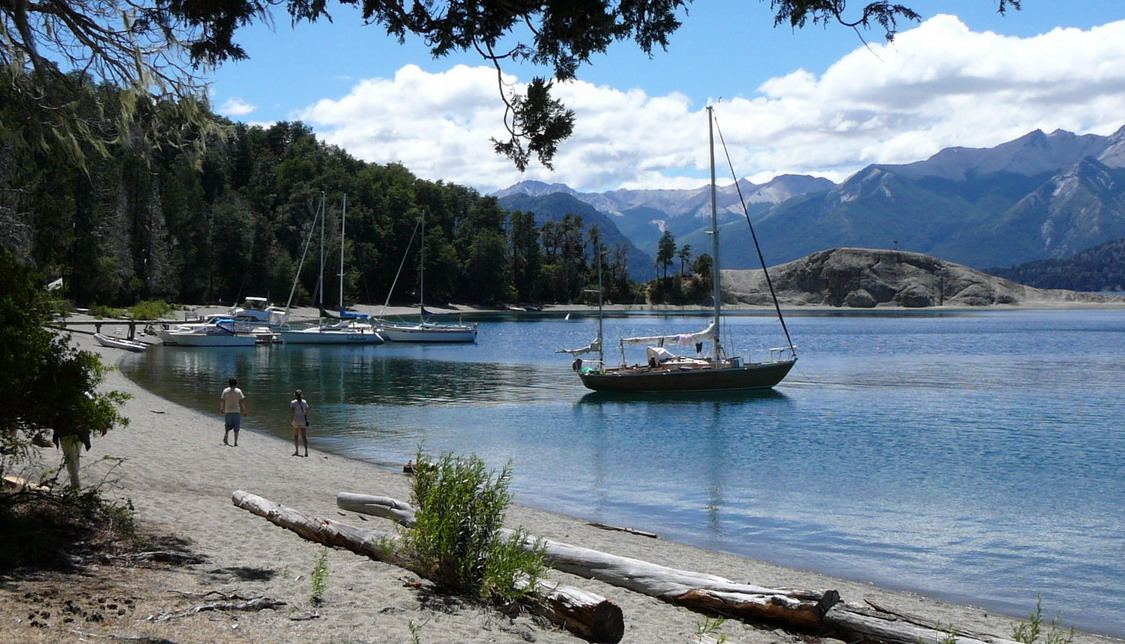
Bahía Piedras Blancas, a 4 km de puerto Anchorena sobre la costa norte de la isla Victoria.

Cuando en 1620 el capitán Juan Fernández llega al Nahuel Huapi buscando la mítica Ciudad de los Césares, divisa la isla y deduce que es ideal para refugio de esa comunidad perdida donde los hombres blancos descubrieron la clave de la felicidad. Cuando Fernández llega a la isla, se encuentra con una importante población: los puelches, expertos navegantes del Nahuel Huapi, y los poyas, cazadores de las estepas. Los nativos la llamaban Isla Nahuel Huapi, término mapudungun que significa Isla del Puma. Se presume que este nombre alude al tótem de una familia puelche que pobló la zona o quizás a la comparación de aquellos indígenas con los pumas por su audacia y valentía.
El jesuita Diego Rosales describe que el lago “…contiene en su ámbito muchas islas habitadas por indios rebeldes…”. También el Padre Miguel de Olivares se refiere a la isla diciendo: ”… En ella se hallaban los únicos sembradíos de la zona. Los indígenas cultivaban algunas papas, arvejas y guisantes…”.
Los habitantes de la isla navegaban y practicaban la agricultura, prácticas que se fueron perdiendo dos siglos después.
El misionero Francisco Menéndez encontró la isla deshabitada a finales del siglo XVIII.
Nunca se supo con certeza qué les ocurrió a estos antiguos habitantes de la Isla Victoria.
Distintos exploradores le fueron cambiando el nombre a la isla. En el año 1856 Francisco Fonck la describía como: ”… La isla grande y larga que se extiende por el espacioso brazo norte y que antiguamente llevaba el nombre de Nahuel Huapi, dándole su nombre al lago y luego la bautizamos Isla de Fray Menéndez”.
En 1862 el explorador Guillermo Cox la rebautizó con el nombre de “Isla Larga”.
Durante la expedición fluvial de 1883/84, el teniente de la Armada Argentina Eduardo O'Connor la rebautizó en honor del entonces Ministro de Guerra y Marina, el general Benjamín Victorica. En el mapa de esta expedición igual se la reconoce como la Isla Nahuel Huapi. Más tarde entre los lugareños y los errores de trascripción la isla se transformó en Victoria.
En varias publicaciones de los primeros años del siglo XX se la nombra como isla Menéndez o isla Larga.

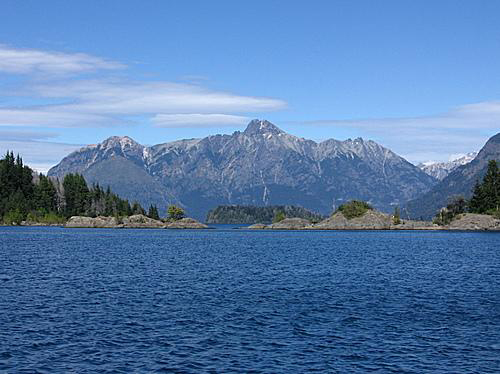
La bahía Anchorena, lugar visitado por los primeros turistas.

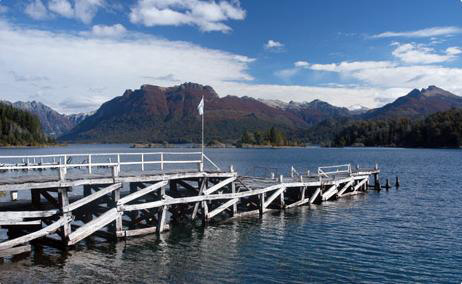
El muelle del Puerto Anchorena, en el centro de la isla.

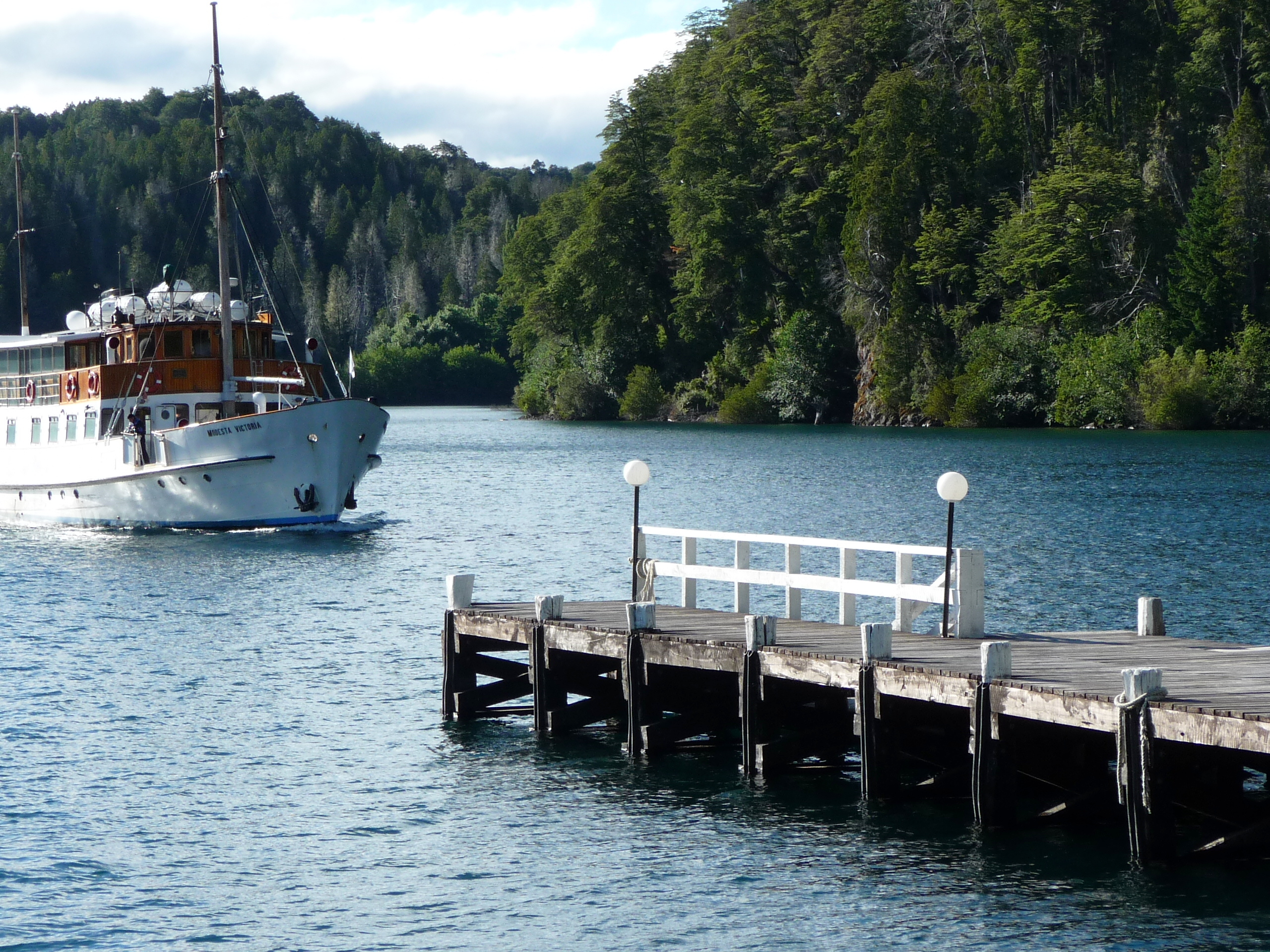
Muelle del Puerto Anchorena en la isla Victoria. El barco que se acerca es el Modesta Victoria.

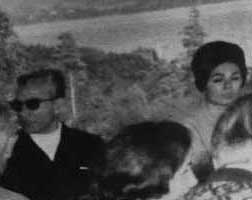
La isla, tanto por sus atractivos reconocidos internacionalmente como por su hotelería de alto nivel, ha sido escenario de destacadas visitas. En esta foto de 1965 se puede observar al Sha de Persia Mohammad Reza Pahlevi y a la emperatriz Farah Diba durante su visita a la isla.

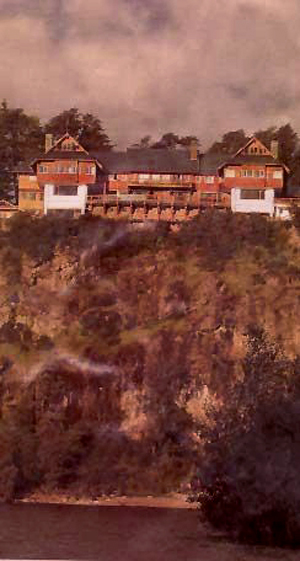
La nueva "Hostería Nacional Isla Victoria", emplazada en lo alto de un acantilado sobre la playa del Toro, en la bahía Anchorena.

En 1918, en el libro titulado Lagos, selvas y cascadas, del autor Emilio Morales, se encuentra un mapa firmado por Emilio Frey, figurando con el nombre de «Isla Victoria». Algunos de los vecinos del lugar dicen que el nombre Victoria se debe a la pintora y filántropa Victoria Aguirre, que visitara la región en 1917.
En realidad los primeros turistas que visitaron la isla como tales fueron Aarón Anchorena, Esteban Lavallol y Carlos Lamarca que, junto a otros, contrataron el vapor Cóndor, que navegaba el lago, y así viajaron a la isla, desembarcando en la bahía donde acamparon en abril de 1902. Los visitantes pasaron varios días donde hoy se denomina Puerto Anchorena y realizaron algunas excursiones, llegando incluso al cerro que denominaron Quemado, en alusión a la huella dejada por un gran incendio forestal.
Anchorena quedó maravillado con la isla y estando en Buenos Aires intentó comprársela al gobierno. Sin embargo, como las islas eran propiedad inalienable de la nación —según establecía la legislación de la época—, debió iniciar los trámites para el usufructo de la isla. Anchorena nombra administrador de la isla al vecino e ingeniero naval Otto Mühlenpfort, que instala un astillero. Allí en 1904 se construye una goleta de dos mástiles con 13,2 metros de eslora y 2,5 de manga, bautizada como Pampa, y otras naves tales como los vapores El Nahuel Huapi para Primo Capraro y el vapor Patagonia para Anchorena, construido en ciprés, el casco, y en su interior de madera de radal. En 1907 el Congreso le otorgó a Anchorena el usufructo de por vida de la isla.
El aserradero de la isla proveyó de la madera necesaria para los proyectos de jardines, senderos para peatones y equinos y las pequeñas casa de descanso dentro del bosque y en las playas. Se transformó la isla en una estancia modelo. Otto Mühlenpfort probó la siembra de lúpulo para la fabricación de cerveza.
Se introdujo, además, una gran cantidad de especies de fauna y flora exóticas. Un pariente de Otto Mühlenpfort, Otto Alberti, crea en la isla un vivero de plantas ornamentales.
Anchorena advirtió que las cosas se dificultaban debido al inconveniente con el transporte y la gran distancia que existía con la ciudad de Buenos Aires. Para esta época el intelectual francés Paul Groussac, trabajando como periodista del diario La Nación, publicó unas notas cuestionando el usufructo de Anchorena sobre la isla.
Debido a estas notas, el Subsecretario de Agricultura de la Nación inspeccionó la isla. Más tarde Aarón Anchorena renunció al usufructo y la isla pasó a manos del Ministerio de Agricultura.
En el año 1924 el ministro de Agricultura Tomás Le Breton, inspeccionando la isla, decidió recrear el vivero iniciado por Otto Alberti, convirtiéndolo en un vivero forestal con más de 12 000 plantas de los orígenes más diversos del mundo que se emplazaba en la parte central de la isla. En el año 1925 inició su labor el perito Pablo Gross, trabajando 45 ha divididas en cinco secciones.
Para el año 1928 se habían plantado en la isla Victoria retoños de sequoias traídas de California, cuyo objetivo era reforestar las áreas devastadas (un 60 % de la isla), y la creación de bosques y parques nuevos.
En 1934, se formó la Comisión de Parques Nacionales que presidió el Dr. Ángel Gallardo y el 9 de octubre de aquel año el Congreso sancionó la Ley 12103 que dio origen a la primera Dirección de Parques Nacionales, que inició su gestión bajo la presidencia de Ezequiel Bustillo.
En 1936 el Jefe del Servicio Forestal, el ingeniero Volov Koutche, nombra a Demetrio Havrylenko como sustituto del señor Gross, que había solicitado su baja.

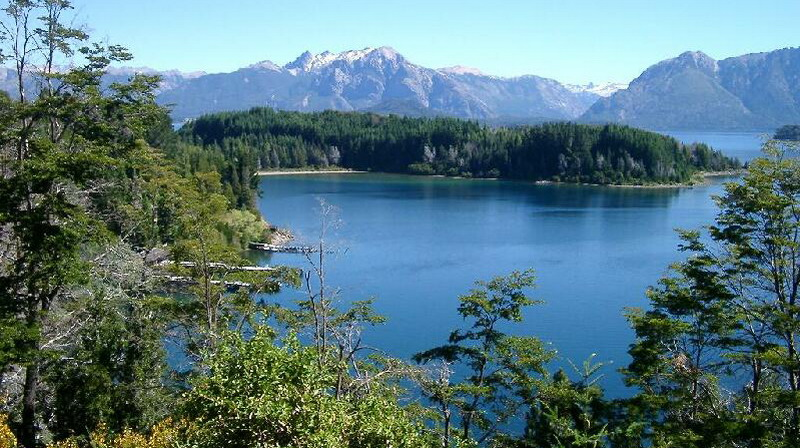
Bahía Puerto Anchorena de la isla Victoria.

Se iniciaron nuevos trabajos, como dividir la isla en su ancho por medio de un alambrado, separando 1800 ha para la Estación Forestal y las 2200 ha restantes, al norte de la isla en la zona de Puerto Radal, se destinaron a una Estación Zoológica, creando un zoológico de especies autóctonas y exóticas.
Se nombró jefe del área a Francisco Franke, quien supervisó el armado de las enormes jaulas, similares a las del zoológico de Buenos Aires. Entre las especies animales que supervisaba Franke se podían ver: huemules, pudúes, maras, guanacos, jabalíes, ciervos colorados, dama y axis.
También se mantenía, pero dentro de una jaula, una pareja de pumas. Además, en jaulas cercanas se veían gran variedad de aves. En la zona de Puerto Anchorena y Puerto Gross se encontraba la Estación Forestal, que para el año 1949 superaba el millón de plantas.
En 1945, se instaló en la isla una usina eléctrica, una línea telefónica interna, riego artificial, mejoras de caminos y sendas y se iluminaron muelles y puertos.
Desde 1946, en un pequeño edificio de madera, funcionó la Escuela de Viveristas, donde durante los meses de octubre a mayo funcionaba una escuela primaria, dependiente del Ministerio de Educación de la Nación, primero llamada Colegio Auxiliar de la Escuela 16 de Bariloche, que desde el año 1955 comenzó a funcionar como «Escuela 139 Isla Victoria».
Por varios años el mundo conoció esta isla como un gran coto de caza, siendo regulada la caza del ciervo rojo y el dama por la administración de Parques Nacionales, pero debido a que el macho es la mejor pieza de caza en pocos años la gran mayoría de hembras produjo un desequilibrio en la especie.
En el año 1946 se habilitó la Hostería Isla Victoria, emplazada en el borde de un acantilado. El espectacular edificio de piedra y madera fue proyectado por el arquitecto Miguel Ángel Cesari. El salón comedor contaba con lugar para unos 200 comensales, pero las habitaciones solo albergaban a siete.
En el año 1947 se habilitó el Camping en Piedras Blancas, esperando albergar a gran cantidad de turismo local. En ese año unos 20 000 turistas visitaron la isla.
Durante la segunda mitad del siglo XX funcionó en la isla la primera escuela de guardaparques, "Bernabé Méndez", así llamada en honor al guardaparque que fuera asesinado por cazadores furtivos en el parque nacional Iguazú.
En 1974, Parques Nacionales con personal propio construyó un muelle de madera en forma de “T”, denominándolo Puerto Anchorena.
En el año 1976, la escuela fue cerrada y años más tarde, en agosto de 1992, la Nación transfirió la escuela a la provincia del Neuquén, que retomó el objetivo inicial de crear una escuela albergue para poder escolarizar a los niños de Puerto Tigre, La Estanzuela y Península de Quetrihué. El nombre de la actual Escuela Albergue N° 303, Aurelio Pargade, recuerda a un querido guardaparque de la zona.
En 1982 un incendio destruyó por completo la hostería, quedando solo su basamento de piedra y hormigón en lo alto del acantilado, sobre la Bahía Anchorena. La nueva Hostería Nacional Isla Victoria, reinaugurada en 2002, se levantó en el sitio original y con el mismo estilo, pero con una estructura de acero y madera más espaciosa y moderna.